# Xenobranchion insigne
Xenobranchion insigne is een zakpijpensoort uit de familie van de Corellidae. De wetenschappelijke naam van de soort is voor het eerst geldig gepubliceerd in 1950 door Arnback.